# Hexatoma kiangsuana
Hexatoma kiangsuana är en tvåvingeart som beskrevs av Alexander 1938. Hexatoma kiangsuana ingår i släktet Hexatoma och familjen småharkrankar. Inga underarter finns listade i Catalogue of Life.